# Суэньос-де-Оро
Суэ́ньос-де-Оро (исп. Sueños de Oro) — деревня в Мексике, в штате Табаско, входит в состав муниципалитета Теносике. Численность населения, по данным переписи 2020 года, составила 344 человека.

## Общие сведения
Второе название деревни — Эль-Сейбо (исп. El Ceibo), известно по названию погранперехода на границе с Гватемалой, открытого 27 октября 2009 года.
Деревня находится в 42 км к юго-востоку от муниципального центра, города Теносике-де-Пино-Суарес.

## Население
| Год  | Численность | Численность |
| ---- | ----------- | ----------- |
| 2000 | 197         | [ 6 ]       |
| 2005 | 246         | [ 7 ]       |
| 2010 | 300         | [ 8 ]       |
| 2020 | 344         | [ 9 ]       |